# 에스플레트고추
에스플레트고추(프랑스어: piment d'Espelette 피망 데스플레트[*], 바스크어: Ezpeletako piperra 에스펠레타코 피페라)는 재배종 고추이다. 바스크 지역인 프랑스 피레네자틀랑티크주의 코뮌 "에스플레트"의 이름을 딴 고추로, 전통적으로 바스크 요리에 쓰인다. 매운 정도는 스코빌 지수 500~4,000(SHU) 정도로, 녹광고추와 비슷하다.

## 사진 갤러리

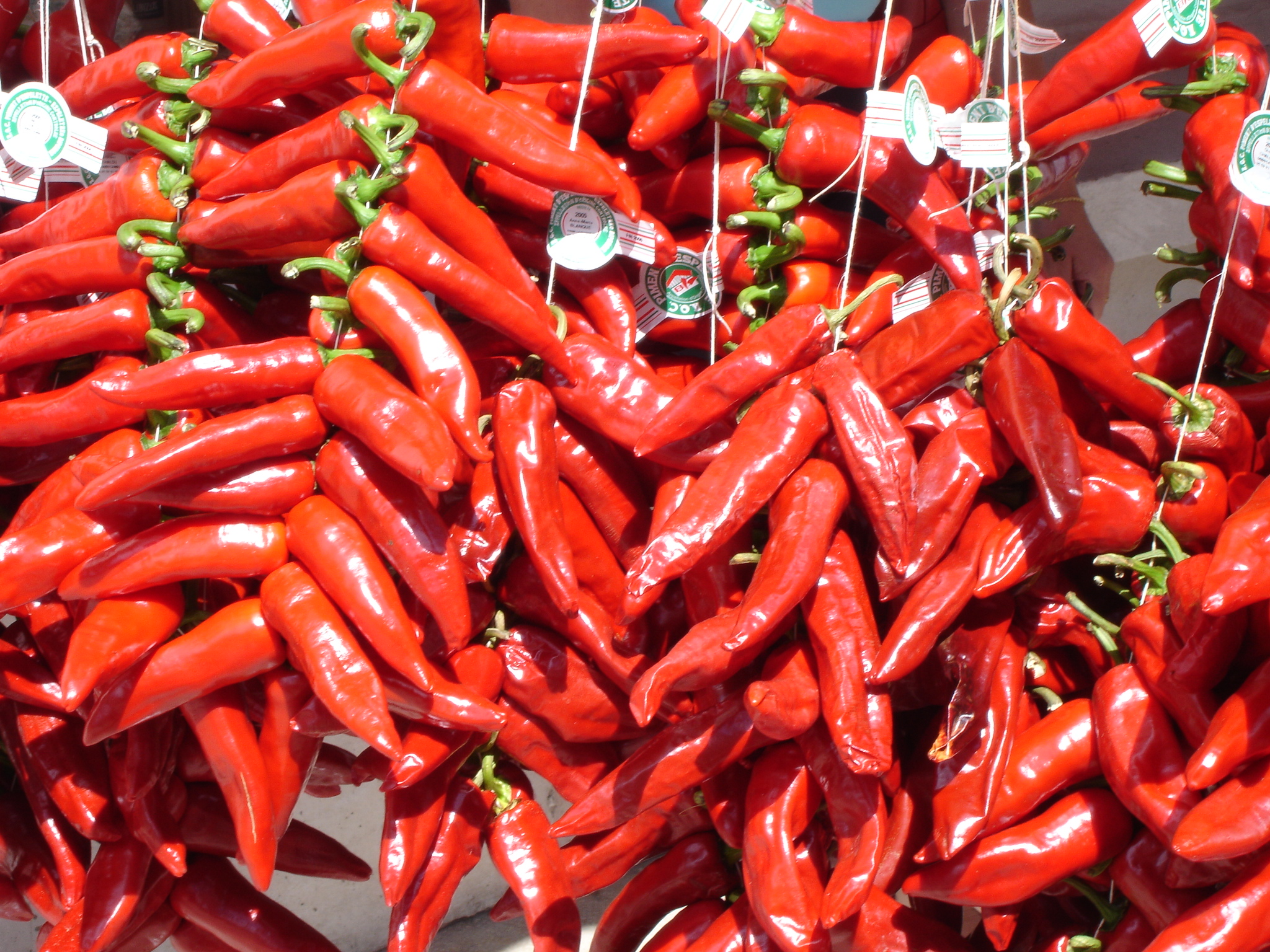
홍고추
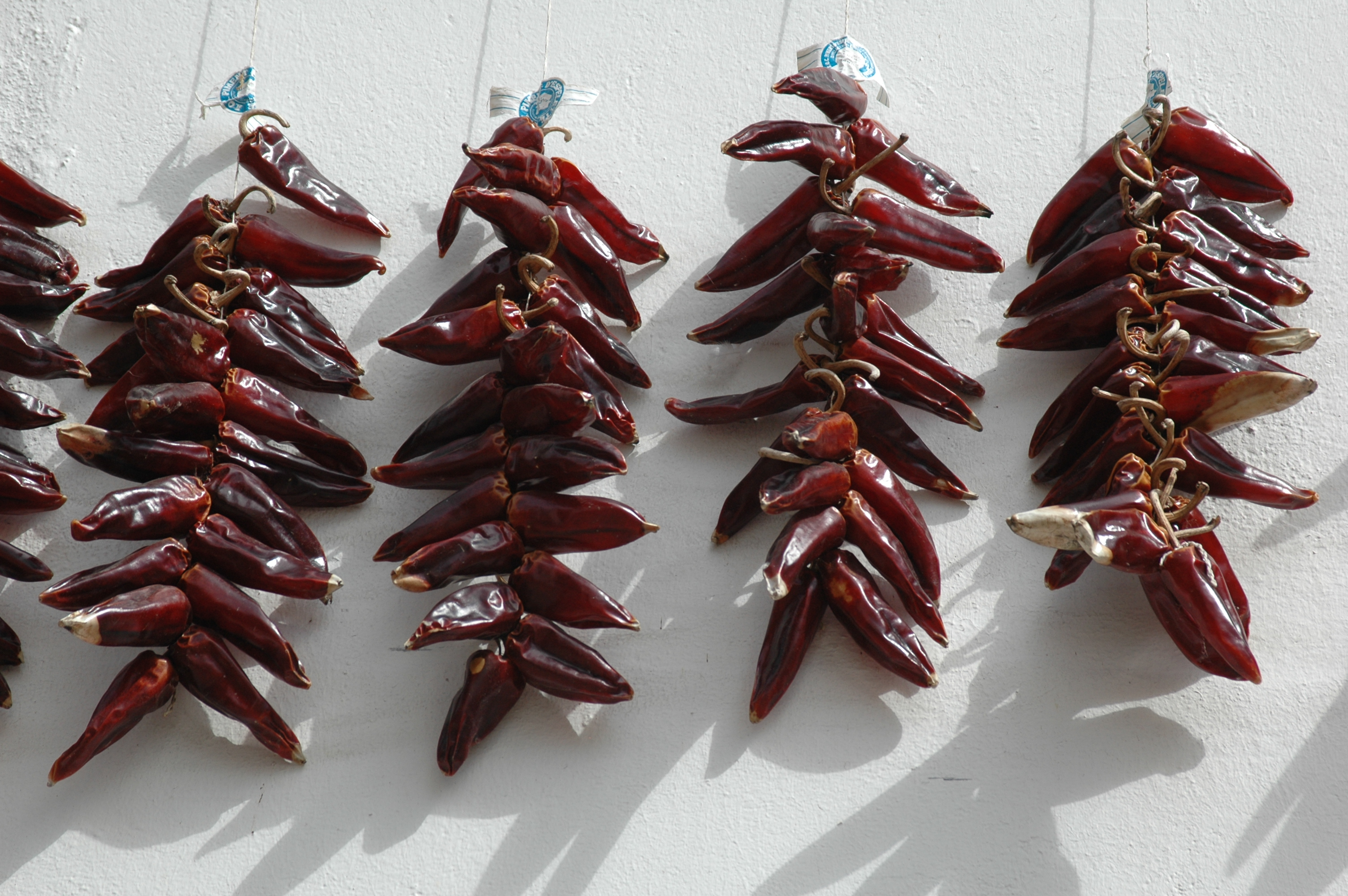
건고추